# Кобилецька Поляна (курорт)
Кобилецька Поляна — гірськолижний курорт в смт. Кобилецька Поляна, що в Рахівському районі Закарпатської області, біля підніжжі гори Кобили (1177 м).
На цьому гірськолижному комплексі є два спуски довжиною 500 та 800 м, працює пункт прокату лижного спорядження, є інструктор, автостоянка. Перепад висот 50 та 80 метрів. Ширина гірськолижних трас на курортному комплексі «Трембіта» в селищі Кобилецька Поляна досягає 100 метрів. За 3 км від ТОК «Трембіта» на перевалі знаходиться туристичний притулок «Перевал» (850 м над рівнем моря), куди організовуються лижні прогулянки.
- Відстані: Ужгород — 186 км, Рахів — 40 км, Великий Бичків — зал. станція — 12 км.
- Спуски: два спуски 500–800 м, для початківців та любителів.
- Витяги: 2 витяги бугельного типу.